# Baby I'm-a Want You
"Baby I'm-a Want You" is een nummer van de Amerikaanse softrockband Bread uit 1971, geschreven door frontman David Gates.
Het is de titeltrack van het gelijknamige album dat in 1972 uitkwam. Het was een van Breads hoogst genoteerde singles in zowel de Verenigde Staten als het Verenigd Koninkrijk. Het bereikte eind 1971 de derde plaats in de Billboard Hot 100-hitlijst en nummer 14 in de UK Singles Chart. De RIAA heeft de single de gouden status gegeven in de Verenigde Staten. In Nederland kwam het niet verder dan de Tipparade.

## NPO Radio 2 Top 2000
| Nummer met noteringen in de NPO Radio 2 Top 2000 | '99  | '00  |
| ------------------------------------------------ | ---- | ---- |
| Baby I'm-a Want You                              | 1514 | 1757 |

1. ↑  Een vetgedrukt getal geeft de hoogste notering aan.
2. ↑  Deze tabel is bijgewerkt tot en met de laatste editie (2024).